# Поляничевский, Максим Григорьевич
Максим Григорьевич Поляничевский (укр. Максим Григорович Поляничевський; 1845, Черниговская губерния — 30 июля (11 августа) 1897, Севастополь) — украинский виолончелист.
Окончил Санкт-Петербургскую консерваторию. С 1867 года концертировал в различных городах Украины, в репертуаре произведения Моцарта, Бетховена, Гуммеля, Мендельсона, Монюшко. В 1868 году стал одним из первых преподавателей музыкальной школы Киевского отделения Русского музыкального общества (ныне Киевская муниципальная академия музыки имени Глиэра), преподавал до 1871 года. Затем обосновался в Чернигове, служил начальником городской почты, участвовал в концертах.